# Région de subordination républicaine
La Région de subordination républicaine (en tadjik : Ноҳияҳои тобеи ҷумҳурӣ, Nohiyahoi tobe’i jumhurī, ancienne Karotegin) est une région du Tadjikistan sous contrôle direct du gouvernement central.

## Districts
La province est divisée en 13 districts :
- District de Varzob
- District de Darband
- District de Gharm
- District de Kofarnihon
- District de Regar
- District de Roghun
- District de Rudaki
- District de Tavildara
- District de Tojikobod
- District de Faizobod
- District de Hisor
- District de Jirgatol
- District de Shahrinaw